# Canephora
Canephora là một chi thực vật có hoa trong họ Thiến thảo (Rubiaceae).

## Loài
Chi Canephora gồm các loài: